# Лисакув-Кавенчинський
Лисакув-Кавенчинський (пол. Łysaków Kawęczyński) — село в Польщі, у гміні Єнджеюв Єнджейовського повіту Свентокшиського воєводства.
Населення — 226 осіб (2011).
У 1975-1998 роках село належало до Келецького воєводства.

## Демографія
Демографічна структура на день 31 березня 2011 року:
|          | Загалом | Допрацездатний вік | Працездатний вік | Постпрацездатний вік |
| -------- | ------- | ------------------ | ---------------- | -------------------- |
| Чоловіки | 122     | 24                 | 84               | 14                   |
| Жінки    | 104     | 16                 | 67               | 21                   |
| Разом    | 226     | 40                 | 151              | 35                   |